# Sèrie trigonomètrica
Una sèrie trigonomètrica és un tipus de sèrie amb la forma:
{\displaystyle {\frac {A_{0}}{2}}+\displaystyle \sum _{n=1}^{\infty }(A_{n}\cos {nx}+B_{n}\sin {nx}).}
S'anomena sèrie de Fourier quan els termes An i Bn tenen la forma:
{\displaystyle A_{n}={\frac {1}{\pi }}\displaystyle \int _{0}^{2\pi }\!f(x)\cos {nx}\,dx\quad (n=0,1,2,3\dots )}
{\displaystyle B_{n}={\frac {1}{\pi }}\displaystyle \int _{0}^{2\pi }\!f(x)\sin {nx}\,dx\quad (n=1,2,3,\dots )}
on f és una funció integrable.

## Zeros d'una sèrie trigonomètrica
La unicitat i els zeros de les sèries trigonomètriques van ser una àrea molt activa de recerca al segle xix a Europa. Primer, Georg Cantor va demostrar que si una sèrie trigonomètrica és convergent cap a una funció f(x) en l'interval [0, 2π], quan és idèntica a zero, o de forma més general, és no-nul·la en un conjunt finit de punts, llavors els coeficients de la sèrie són tots zero. Cinc-cents anys abans, els matemàtics de l'Índia, especialment els de l'escola de Kerala com Madhava de Sangamagrama i Nilakantha Somayaji, ja havien creat les bases completes de la mateixa teoria.
Més endavant Georg Cantor va demostrar que si el conjunt S (en el qual f és no-nul·la) és infinit, però el conjunt derivat S' de S és finit, llavors els coeficients són tots zero. De fet, va demostrar un resultat més general. Sigui S0 = S i sigui Sk+1 el conjunt derivat de Sk. Si hi ha un nombre finit n pel qual Sn és finit, llavors tots els coeficients són zero. Posteriorment, Lebesgue va demostrar que si hi ha un nombre ordinal α infinit tal que Sα és finit, llavors els coeficients de la sèrie són tots zero. El treball de Cantor sobre el famós problema de la unicitat de la sèrie li va portar al descobriment dels nombres ordinals transfinits, que apareixen com els subíndexs α en Sα.